# Тагліт

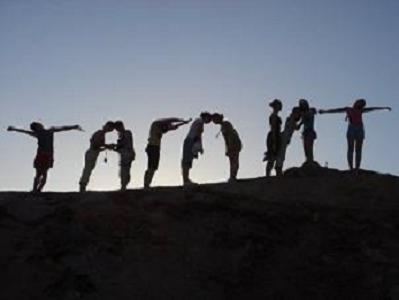
Тагліт в Ізраїлі

«Тагліт» — Відкриття • право за народженням (івр. תגלית, англ. Birthright Israel) — освітній проєкт, який є безплатним десятиденним туром до Ізраїлю для осіб з єврейським корінням від 18 до 32 років. 
Учасники проєкту ознайомлюються з місцями, пов'язаними з історією єврейського народу і пам'ятками Ізраїлю, зустрічаються зі своїми однолітками — солдатами, студентами, а також родичами і друзями, котрі здійснили алію. Учасників супроводжують інструктори та екскурсоводи.
Мета проекту — долучити молодих євреїв, що проживають у діаспорі, до єврейської історії та єврейської спадщини, підтримати і розвинути їх єврейську самосвідомість, познайомити з життям сучасного Ізраїлю. Проєкт 10-денного безплатного відвідування Ізраїлю розрахований як на природну цікавість, так і на бажання познайомитися з життям єврейської країни. Подорож сплановано таким чином, що дізнатися і побачити країну з різних сторін: від півночі до півдня, від Дана до Ейлата, від Голанських висот до Моря солі ("Мертвого моря"), від Західної стіни ("Стіни плачу") до тель-авівських нічних пабів.
Проєкт спонсорується світовими  єврейськими громадами і урядом  Ізраїлю.

## Історія
Проєкт «Тагліт» був створений в 1999 році з ініціативи єврейських філантропів Майкла Стейнхардта і Чарльза Бронфмана, які згодом привернули до своєї ідеї інших партнерів, у тому числі і Єврейське агентство (Сохнут), багато єврейських громади світу, приватних осіб та сімейні фонди.
Спочатку до участі в проєкт залучали молодь з США, звідки в 1999 році приїхали перші групи. Групи учасників з країн колишнього Радянського Союзу (FSU) приїхали через кілька місяців, після запуску проєкту, в тому ж 1999 році. 
Всього ж з 1999 по 2017 рік у рамках проєкту «Тагліт» в Ізраїлі побували більше 600 000 осіб з 67 країн світу.

## Вимоги до учасників
Серед обов'язкових умов для участі в проєкті — вік (18—32 років) і відповідність Закону про повернення, тобто, необхідно мати єврейське коріння і якесь відношення до єврейства, тобто бути юдеєм, ноахідом, або ж бути релігійно нейтральним — не сповідувати ніякої релігії. Учасник зобов'язаний внести заставу за участь у програмі, яка змінюється щороку, і станом на 2015 рік становить 100 доларів США. Заставу учасник отримує назад після повернення з програми, або може залишити її на благодійність.

## після Тагліту
Учасникам в рамках семінарів розповідають про інші можливості, в тому числі отримання гранту на навчання за програмою МАСА